# Solana Beach
Solana Beach è una città degli Stati Uniti d'America situata nella Contea di San Diego, nello Stato della California.
È la cittadina in cui è ambientato il film "Tentacoli" del 1977.